# Christopher Lloyd
Acest articol este despre un actor. Nu confundați cu Christopher Lloyd (scenarist). Pentru alte persoane vedeți Christopher Lloyd (dezambiguizare).
Christopher Allen Lloyd (n. 22 octombrie 1938, Stamford⁠(d), Connecticut, SUA) este un actor american. Printre cele mai cunoscute roluri ale sale sunt Emmett "Doc" Brown în trilogia Înapoi în viitor și unchiul Fester în Familia Addams.

## Filmografie
| An   | Film                                                       | Rol                                     | Note                                                                                           |
| ---- | ---------------------------------------------------------- | --------------------------------------- | ---------------------------------------------------------------------------------------------- |
| 1975 | One Flew Over the Cuckoo's Nest                            | Max Taber                               |                                                                                                |
| 1978 | Goin' South                                                | Deputy Towfield                         |                                                                                                |
| 1978 | Taxi (TV) (1978–83)                                        | Reverend Jim Ignatowski                 |                                                                                                |
| 1978 | Three Warriors                                             | Steve Chaffey                           |                                                                                                |
| 1979 | The Onion Field                                            | Jailhouse lawyer                        |                                                                                                |
| 1979 | The Lady in Red                                            | Frognose                                |                                                                                                |
| 1979 | Stunt Seven                                                | Skip Hartman                            |                                                                                                |
| 1980 | Schizoid                                                   | Gilbert                                 |                                                                                                |
| 1981 | The Legend of the Lone Ranger                              | Maj. Bartholomew "Butch" Cavendish      |                                                                                                |
| 1981 | The Postman Always Rings Twice                             |                                         |                                                                                                |
| 1983 | Mr. Mom                                                    | Larry                                   |                                                                                                |
| 1983 | To Be or Not to Be                                         | S.S. Captain Schultz                    |                                                                                                |
| 1984 | Cheers (TV)                                                | Phillip Semenko                         | Episodul "I'll Be Seeing You" (sezonul 2, Episodul 21)                                         |
| 1984 | Star Trek III: The Search for Spock                        | Klingon Commander Kruge                 |                                                                                                |
| 1984 | The Adventures of Buckaroo Banzai Across the 8th Dimension | John Bigbooté                           |                                                                                                |
| 1984 | National Lampoon's Joy of Sex                              | Coach Hindenberg                        |                                                                                                |
| 1985 | Înapoi în viitor                                           | "Doc" Emmett L. Brown                   |                                                                                                |
| 1985 | Clue                                                       | Professor Plum                          |                                                                                                |
| 1985 | Street Hawk (TV)                                           | Anthony Corrido                         | Invitat, episodul pilot                                                                        |
| 1986 | Miracles                                                   | Harry                                   |                                                                                                |
| 1987 | Walk Like a Man                                            | Reggie Shand / Henry Shand              |                                                                                                |
| 1988 | Track 29                                                   | Henry Henry                             |                                                                                                |
| 1988 | Who Framed Roger Rabbit                                    | Judge Doom                              |                                                                                                |
| 1988 | Eight Men Out                                              | Bill Burns                              |                                                                                                |
| 1989 | The Dream Team                                             | Henry Sikorsky                          |                                                                                                |
| 1989 | Înapoi în viitor II                                        | "Doc" Emmett L. Brown                   |                                                                                                |
| 1990 | Înapoi în viitor III                                       | "Doc" Emmett L. Brown                   |                                                                                                |
| 1990 | The Earth Day Special (TV)                                 | "Doc" Emmett L. Brown                   |                                                                                                |
| 1990 | Why Me?                                                    | Bruno Daley                             |                                                                                                |
| 1990 | DuckTales the Movie: Treasure of the Lost Lamp             | Merlock the Magician                    | Voce                                                                                           |
| 1991 | Back to the Future: The Ride                               | "Doc" Emmett L. Brown                   |                                                                                                |
| 1991 | Back to the Future: The Animated Series                    | "Doc" Emmett L. Brown                   |                                                                                                |
| 1991 | Suburban Commando                                          | Charlie Wilcox                          |                                                                                                |
| 1991 | Familia Addams                                             | Unchiul Fester Addams / Gordon Craven   |                                                                                                |
| 1992 | Amazing Stories: Book Two (TV)                             | Professor B.O. Beanes                   |                                                                                                |
| 1992 | Road to Avonlea (TV)                                       | Professor Dimple-Guest star role        |                                                                                                |
| 1992 | T bone 'n' Weasel                                          | William "Weasel" Weasler                |                                                                                                |
| 1992 | Dead Ahead: The Exxon Valdez Disaster                      | Frank Iarossi                           |                                                                                                |
| 1993 | Dennis the Menace                                          | Switchblade Sam                         |                                                                                                |
| 1993 | Addams Family Values                                       | Uncle Fester Addams                     |                                                                                                |
| 1993 | Twenty Bucks                                               | Jimmy                                   |                                                                                                |
| 1994 | Angels in the Outfield                                     | Al "The Boss" Angel                     |                                                                                                |
| 1994 | Camp Nowhere                                               | Dennis Van Welker                       |                                                                                                |
| 1994 | The Pagemaster                                             | Mr. Dewey / The Pagemaster              |                                                                                                |
| 1994 | In Search of Dr. Seuss                                     | Mr. Hunch                               |                                                                                                |
| 1994 | Crime pe unde radio                                        | Zoltan                                  |                                                                                                |
| 1995 | Rent-a-Kid                                                 | Lawrence 'Larry' Kayvey                 |                                                                                                |
| 1995 | Deadly Games                                               | Jordan Kenneth Lloyd / Sebastian Jackal |                                                                                                |
| 1995 | Things to Do in Denver When You're Dead                    | Pieces                                  |                                                                                                |
| 1996 | Cadillac Ranch                                             | Wood Grimes                             |                                                                                                |
| 1996 | Toonstruck                                                 | Drew Blanc                              | Joc de aventură                                                                                |
| 1997 | Quicksilver Highway                                        | Aaron Quicksilver                       |                                                                                                |
| 1997 | Anastasia                                                  | Grigori Rasputin                        | Voce                                                                                           |
| 1997 | Angels in the Endzone                                      | Al "The Boss" Angel                     |                                                                                                |
| 1998 | The Real Blonde                                            | Ernst                                   |                                                                                                |
| 1999 | My Favorite Martian                                        | Uncle Martin                            |                                                                                                |
| 1999 | Alice in Wonderland                                        | The White Knight                        |                                                                                                |
| 1999 | Baby Geniuses                                              | Heep                                    |                                                                                                |
| 1999 | Convergence                                                | Morley Allen                            | Titlu original: Premonition                                                                    |
| 1999 | Man on the Moon                                            | El însuși                               |                                                                                                |
| 1999 | Spin City                                                  | Owen Kingston                           | Episodul: "Back to the Future IV"                                                              |
| 1999 | It Came from the Sky                                       | Jarvis Moody                            |                                                                                                |
| 2001 | Wit                                                        | Dr. Harvey Kelekian                     |                                                                                                |
| 2001 | When Good Ghouls Go Bad                                    | Uncle Fred Walker                       |                                                                                                |
| 2001 | Kids World                                                 | Leo                                     |                                                                                                |
| 2001 | The Tick (TV)                                              | Mr FishLadder                           | (necreditat) (episodul pilot)                                                                  |
| 2002 | Interstate 60                                              | Ray                                     |                                                                                                |
| 2002 | Wish You Were Dead                                         | Bruce                                   |                                                                                                |
| 2002 | Hey Arnold!: The Movie                                     | Coroner                                 |                                                                                                |
| 2002 | Cyberchase (TV)                                            | Hacker                                  |                                                                                                |
| 2002 | The Big Time (TV)                                          | Doc Powers                              |                                                                                                |
| 2003 | Haunted Lighthouse                                         | Cap'n Jack                              |                                                                                                |
| 2003 | Tremors (TV)                                               | Cletus Poffenberger                     |                                                                                                |
| 2004 | I Dream (TV)                                               | Prof. Toone                             |                                                                                                |
| 2004 | Malcolm in the Middle (TV)                                 | Hal's Father                            |                                                                                                |
| 2005 | Stacked (TV)                                               | Professor Harold March                  |                                                                                                |
| 2005 | Here Comes Peter Cottontail: The Movie                     | Seymour S. Sassafrass                   |                                                                                                |
| 2005 | Bad Girls from Valley High                                 | Mr. Chauncey                            |                                                                                                |
| 2005 | The West Wing (TV)                                         | Lawrence Lessig                         | A portretizat viața reală a lui Lawrence Lessig                                                |
| 2005 | King of the Hill (TV)                                      | Smitty                                  | Sezonul 9, episodul 9: "Care-Takin' Care of Business"; Voices a football field ground's keeper |
| 2006 | Un giorno perfetto (TV)                                    | Michael                                 |                                                                                                |
| 2006 | Valerie on the Stairs (TV)                                 | Everett Neely                           | Episodul Masters of Horror                                                                     |
| 2007 | Numb3rs (TV)                                               | Ross Moore                              |                                                                                                |
| 2007 | Flakes                                                     | Willie B                                |                                                                                                |
| 2008 | Law & Order: Criminal Intent (TV)                          | Carmine                                 | Episodul Vanishing Act                                                                         |
| 2008 | The Simpsons Ride                                          | "Doc" Emmett L. Brown                   |                                                                                                |
| 2008 | Fly Me to the Moon                                         | Grandpa                                 |                                                                                                |
| 2008 | The Tale of Despereaux                                     | Hovis                                   |                                                                                                |
| 2009 | Meteor (TV)                                                | Dr. Lehman                              |                                                                                                |
| 2009 | Knights of Bloodsteel (TV)                                 | Tesselink                               |                                                                                                |
| 2009 | Call of the Wild                                           | 'Grandpa' Bill Hale                     |                                                                                                |
| 2009 | Foodfight!                                                 | Mr. Clipboard                           |                                                                                                |
| 2009 | Santa Buddies                                              | Stan Cruge                              |                                                                                                |
| 2010 | Piranha 3D                                                 | Mr. Goodman                             |                                                                                                |
| 2010 | The Chateau Meroux                                         | Nathan                                  |                                                                                                |
| 2010 | Snowmen                                                    | The Caretaker                           |                                                                                                |
| 2010 | Chuck (TV)                                                 | Dr. Leo Dreyfus                         | Episodul S03E16: "Chuck Versus the Tooth"                                                      |
| 2010 | Jack and the Beanstalk                                     | Headmaster                              |                                                                                                |
| 2010 | Back to the Future: The Game                               | "Doc" Emmett L. Brown                   | Joc video                                                                                      |
| 2011 | Fringe (TV)                                                | Roscoe Joyce                            | Episodul S03E10: "The Firefly"                                                                 |
| 2011 | Love, Wedding, Marriage                                    | Dr. George                              |                                                                                                |
| 2012 | Robot Chicken (TV)                                         | Doc Emmett Brown                        | Sezonul 5, episodul "Casablankman 2"                                                           |
| 2012 | Dorothy and the Witches of Oz                              | Vrăjitorul din Oz                       |                                                                                                |
| 2012 | Freedom Force aka The Illusionauts                         |                                         |                                                                                                |
| 2012 | Piranha 3DD                                                | Mr. Goodman                             |                                                                                                |
| 2012 | The Oogieloves in the Big Balloon Adventure                | Lero Sombrero                           |                                                                                                |
| 2012 | Excuse Me for Living                                       | Lars                                    |                                                                                                |
| 2012 | Mickey Matson and the Copperhead Conspiracy                | Grandpa Jack                            |                                                                                                |
| 2013 | Last Call                                                  | Pete                                    |                                                                                                |
| 2013 | Robot Chicken                                              | Doc Emmett Brown                        | Sezonul 6, Episodul "Eaten by Cats"                                                            |
| 2013 | Raising Hope (TV)                                          | Dennis Powers                           | Episodul S03E11: "Credit Where Credit is Due"                                                  |
| 2013 | Psych                                                      | Martin Kahn                             | Episodul S07E5: "100 Clues"                                                                    |

## Premii
| An      | Premiu                    | Categorie                                                             | Producție / Rol                             | Rezultat     |
| ------- | ------------------------- | --------------------------------------------------------------------- | ------------------------------------------- | ------------ |
| 1972-73 | Obie Award                | Unul din cei 12 recipienți ai premiului pentru "performanțe distinse" |                                             | Câștigat     |
| 1973    | Drama Desk Award          | Best Performance                                                      | Kaspar                                      |              |
| 1982    | Primetime Emmy Award      | Outstanding Supporting Actor in a Comedy Series                       | Taxi                                        | Câștigat     |
| 1983    | Primetime Emmy Award      | Outstanding Supporting Actor in a Comedy Series                       | Taxi                                        | Câștigat     |
| 1986    | Saturn Award              | Best Supporting Actor                                                 | Back to the Future                          | Nominalizare |
| 1990    | Saturn Award              | Best Supporting Actor                                                 | Who Framed Roger Rabbit                     | Nominalizare |
| 1992    | Primetime Emmy Awards     | Outstanding Lead Actor in a Dramatic Series                           | Road to Avonlea: Another Point of View      | Câștigat     |
| 1994    | Independent Spirit Awards | Best Supporting Male                                                  | Twenty Bucks                                | Câștigat     |
| 2008    | Daytime Emmy Awards       | Outstanding Performer in an Animated Program                          | Cyberchase                                  | Nominalizare |
| 2013    | Golden Raspberry Awards   | Worst Screen Ensemble (shared with the entire cast)                   | The Oogieloves in the Big Balloon Adventure | Nominalizare |